# Johnson Lane
Johnson Lane è un census-designated place (CDP) degli Stati Uniti, situato nella Contea di Douglas nello stato del Nevada. Nel censimento del 2000 la popolazione era di 4.837 abitanti. Si trova a ridosso della capitale dello stato Carson City.

## Geografia fisica
Secondo i rilevamenti dell'United States Census Bureau, la località di Johnson Lane si estende su una superficie di 55,4 km², tutti occupati da terre.

## Popolazione
Secondo il censimento del 2000, a Johnson Lane vivevano 4.837 persone, ed erano presenti 1.496 gruppi familiari. La densità di popolazione era di 87,3 ab./km². Nel territorio comunale si trovavano 1.829 unità edificate. Per quanto riguarda la composizione etnica degli abitanti, il 95,29% era bianco, lo 0,12% era afroamericano, lo 0,76% era nativo, lo 0,91% era asiatico e lo 0,08% proveniva dall'Oceano Pacifico. Lo 0,64% della popolazione apparteneva ad altre razze e il 2,19% a più di una. La popolazione di ogni razza ispanica corrispondeva al 4,38% degli abitanti.
Per quanto riguarda la suddivisione della popolazione in fasce d'età, il 24,5% era al di sotto dei 18, il 4,7% fra i 18 e i 24, il 25,6% fra i 25 e i 44, il 32,1% fra i 45 e i 64, mentre infine il 13,0% era al di sopra dei 65 anni di età. L'età media della popolazione era di 43 anni. Per ogni 100 donne residenti vivevano 99,7 maschi.